# Troisième mode
 (août 2020).
Si vous disposez d'ouvrages ou d'articles de référence ou si vous connaissez des sites web de qualité traitant du thème abordé ici, merci de compléter l'article en donnant les références utiles à sa vérifiabilité et en les liant à la section « Notes et références ».
Dans le cadre théorique de l'octoéchos, le troisième mode du chant grégorien est caractérisé par une finale en mi (mode Deutérus), qui ne sert que de point d'appui à la mélodie, et une teneur psalmodique à la sixte sur le do (mode authente).
Le troisième mode est traditionnellement qualifié de « Mysticus », c’est-à-dire mystique ou contemplatif.
La teneur à la sixte est une anomalie. Elle était primitivement sur le si (à la quinte), mais ces teneurs surmontées d'un demi-ton (mode de type « mi ») sont instables, et l'évolution historique des pièces les a fait migrer au demi-ton supérieur (mode de type « do »).
L'antiphonaire monastique de Solesmes a introduit la distinction entre « deuterus authenticus » (mi-si), qui reflète l'ambiance modale des pièces n'ayant pas subi cette montée au Do, et un « tonus recentior » (mi-do), qui correspond à la psalmodie classique.
Les ambiances modales des troisième et quatrième modes, qui ne s'apparente ni au « majeur » ni au « mineur », désorientent particulièrement les oreilles modernes.

## Teneur sursolet sursi/do
La structure modale primitive de ce mode est peu marquée, et utilise trois cordes modales:
- La teneur médiane sur le sol constitue une ossature forte.
- Les deux autres teneurs, dominante sur si et tonique sur mi, sont de type structurellement faible, à cause de leur demi-ton supérieur (mode de type B). Ces deux modes extrêmes en B donnent aux pièces du troisième mode une très grande délicatesse dans les élans et les conclusions.

Cette formule modale correspond à « BAB » (voir modalité grégorienne).
Historiquement, les Si du troisième mode tendent à monter au do, conduisant finalement à une structure BAB* ou BAqC* (voir modalité grégorienne). Sur l'exemple ci-dessus, la structure apparente BAqC* résulte d'une montée du Si, comme le montre le podatus d'accent resté en position si-do.
L'introït Si iniquitates est un assez bon exemple du troisième mode, bien que sa montée dans l'aigu tende à le rapprocher des logiques du septième mode. On voit bien sur l'intonation la montée du si au do, décelable au podatus d'accent à présent inversé, mais c'est le seul passage où la restitution de l'édition vaticane soit discutable. Pour les autres passages, le caractère statistiquement dominant du do par rapport au si est dans la nature même de ce type modal « B* », qui ne se pose sur la corde modale que rarement et après hésitation.
La montée des demi-tons peut affecter aussi bien la corde inférieure que la supérieure, rendant le mode méconnaissable.
- Un exemple de mode B*AB* extrême est le graduel Exsurge Domine (iii° D.Q).
- L'offertoire Benedictus es Domine (Quinquagésime) hésite constamment entre des modes de type B, B* et C*, donnant une modalité assez brouillée.

## Pièces de typemi/sol
Dans certaines pièces du troisième mode, le caractère modal des variations supérieures disparaît complètement, au profit de simples variations par rapport à la modale forte sur le sol. Il s'agit d'un troisième mode incomplet, faute de développement sur le si, qui s'apparente alors au quatrième mode par son ambitus. 
Le répertoire orné de la Messe tend à les ranger dans le quatrième mode, mais elles sont classées plus volontiers en troisième mode dans les antiennes simples. 
Les deux pôles naturels de cette modalité sont le mi et le sol. Cependant, l'identité de ce mode est facilement brouillée.
D'une part, le fa est structurellement très présent:
- Les deux teneurs sont facilement encadrées par des accords de type ré fa la, voire des sauts à la quinte entre ré et la, qui rappellent les intonations du ré mineur antique (premier mode).
- La teneur sur mi (de type B*) repose sur des récitatifs en fa, en attente, qui rappellent des formes de type C* et occultent la modalité naturelle en mi.

D'autre part, la cadence ou la finale de la teneur B peut chuter d'un ton, ce qui donne à ce mode une finale accidentelle en ré.
Un exemple de ce type est l'Introït Resurrexi, dont les mi sont malheureusement montés au fa dans l'édition Vaticane. Un autre très bel exemple est l'introït Salus populi (xix° D.P.P.), dont le type plus étendu est en pratique B*AB* (et qui est clairement du troisième mode).

## Pièces de typequatrième mode
L'antienne ci-dessus est un exemple de structure modale où la deuxième teneur est située sur le la, de type BqA. L'édition vaticane la classe dans le troisième mode, mais cette structure modale est plutôt caractéristique du quatrième.

## Pièce atypique
Le sommet de l'étrangeté du répertoire grégorien se trouve probablement dans l'Alléluia Veni Domine (4e dimanche de l'Avent) ou Paratum cor meum (xx° D.P.P.), de mélodie identique. Cette pièce associe à un Alléluia dont le mélisme est nettement troisième mode un verset décalé d'un ton, de structure se rapprochant plutôt du premier mode: serait-ce un cas pratiquement unique de modulation dans le répertoire grégorien?
On peut cependant remarquer que les neumes cursifs reportés sur le Graduel Triplex ne correspondent pas à la transcription vaticane (et les versions de St Gall et Laon sont au demeurant discordantes). Inversement, le graduel dominicain donne une version d'origine manifestement similaire pour le verset, mais un Alléluia et un mélismes radicalement différents, l'ensemble étant du premier mode. Il est difficile de déterminer si la forme actuelle de la pièce résulte de la corruption du verset, ou d'un rapprochement artificiel entre alléluia et verset initialement indépendants, mais le résultat n'est clairement pas représentatif d'une modalité cohérente.